# Aeonoxena
Aeonoxena is een monotypisch geslacht van vlinders uit de familie zakjesdragers (Psychidae). De wetenschappelijke naam van het geslacht is voor het eerst geldig gepubliceerd in 1834 door Jean Baptiste Boisduval
De typesoort van het geslacht is Aeonoxena palaeographa Meyrick, 1928

## Soorten
- Aeonoxena palaeographa Meyrick, 1928